# メロディ・タイム
『メロディ・タイム』（原題：Melody time）は、1948年5月27日公開のディズニー製作のアニメーション映画。
（世界各国の公開年については、シンプル英文版「Melody Time」も参照）

## 楽曲
7つの独立したアニメからなるオムニバス映画。それぞれ冒頭のタイトルが絵筆で描かれる。1946年公開の「メイク・マイン・ミュージック」と共にポピュラーミュージック版『ファンタジア』と呼ばれることもある。
冬の出来事 (Once upon a wintertime)
歌 - フランシス・ラングフォード
冬山でスケートを楽しむ恋人達。だがはしゃぎすぎて薄い氷を割ってしまい、川に流され大変な事に…。
クマンバチ・ブギ (Bumble Boogie)
演奏 - フレディ・マーティン楽団
花や草や虫の形をした楽器達が小さなクマンバチに次々と襲いかかるショートアニメーション。
リンゴ作りのジョニー (The old settler Johnny Appleseed and Johnny's angel)
歌 - デニス・デイ
アメリカの西部開拓時代の偉大な開拓者、ジョニー・アップルシードの伝説。やせっぽちのジョニーは天使の啓示を受け、リンゴと信仰の種を広大な開拓地に植えていく。
小さな引き船 (Little Toot)
歌 - アンドリュー・シスターズ
タグボートのちびっ子トゥートは、やんちゃのしすぎで港を追い出されてしまうが、外海で遭難した客船を見つけて大奮闘。
丘の上の一本の木 (Trees)
歌 - フレッド・ワーリングとペンシルバニアンズ
一本の大きな木とそれに住まう生命を讃えた詩的なアニメーション。
サンバは楽し (Blame it on the Samba)
歌 - エセル・スミスとダイニングシスターズ
「三人の騎士」からドナルドダック、ホセ・キャリオカ、アラクアンが再登場（メキシコ在住のパンチートは登場しない）。アラクワンの作ったカクテルの中で、エセル･スミス（実写）とサンバで踊る楽しいアニメーション。
青い月影 (Pecos Bill)
歌 - ロイ・ロジャースとソング・オブ・パイオニアーズ
コヨーテに育てられたというテキサスの伝説的カウボーイ、ペコス・ビルと愛馬ウィドウメーカーの逸話。
イントロダクションの実写パートではロイ・ロジャースらの他、「南部の唄」の少年少女、ボビー・ドリスコルとルアナ・パットンが再登場する。

## その他
『小さな引き船（Little Toot）』の原作は絵本『ちびっこタグボート』だが、これは後に大幅に脚色され『がんばれタッグス』として人形劇化された。

## キャスト
| 役名                     | 声の出演 俳優        | 日本語吹き替え |
| ------------------------ | -------------------- | -------------- |
| ナレーター               | バディ・クラーク     | 田中秀幸       |
| ジョニー・アップルシード | デニス・デイ         | 竹本敏彰       |
| ジョニーの天使           | デニス・デイ         | 竹本敏彰       |
| ナレーター               | デニス・デイ         | 竹本敏彰       |
| ロイ・ロジャース         | ロイ・ロジャース     | 古澤徹         |
| ルアナ・パットン         | ルアナ・パットン     | 前田瀬奈       |
| ボビー・ドリスコール     | ボビー・ドリスコール | 冨澤風斗       |
| アラクワン               | ピント・コルヴィッグ | 原語版流用     |
| ビッグ・トゥート         | ピント・コルヴィッグ | 原語版流用     |

## スタッフ
- 製作 - ウォルト・ディズニー
- 総監督 - ベン・シャープスティーン
- 監督 - クライド・ジェロニミ、ウィルフレッド・ジャクソン、ハミルトン・ラスク、ジャック・キニー
- 脚本 - ウィンストン・ヒブラー、アードマン・ペナー、ハリー・リーヴズ、ホーマー・ブライトマン、ケン・アンダーソン
テッド・シアーズ、ジョー・リナルディ、ウィリアム・コトレル、アート・スコット、ジェシー・マーシュ、ボブ・ムーア、ジョン・ウォルブリッジ、ハーディ・グラマトキー
- 音楽 - ポール・J・スミス
- 音楽監督 - エリオット・ダニエル、ケン・ダービー
- 編集 - ドナルド・ハリデイ、トーマス・スコット

## 販売
単独作品としては、過去にVHSビデオとしてポニーおよびバンダイ・ビデオ・ネットワークが発売された事がある。2006年にはディズニー初期作品を集めたDVDセットの中の1作品としてDVD化されたが、2012年現在までのところ単独でのDVD化は実現していなかったため、パブリックドメインDVDのみで発売されている。ディズニーデラックス（現・Disney+）ならHDでも見ることも可能。